# 전자 우편 주소

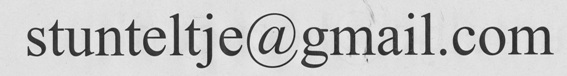
전자 우편 주소의 예.

전자 우편 주소(電子 郵便 住所) 또는 이메일 주소(email address)는 전자 우편 메시지가 전달될 전자 메일 상자를 식별한다. 초기 이메일 시스템에서는 여러 형태의 포맷이 사용되었지만 오늘날에는 1980년대부터 인터넷 메일 시스템을 위해 개발된 표준에 따라 오직 하나의 포맷만이 사용된다.
John.Smith@example.com와 같은 전자 메일 주소는 로컬 파트인 @ 기호와 대소문자를 구분하는 도메인으로 이루어진다. 표준에서는 로컬 파트가 대소문자를 구별하지만, 실제로 example.com의 메일 시스템은 John.Smith를 JohnSmith, 심지어는 johnsmith과도 동등하게 취급하며, 메일 시스템들은 종종 기술적으로 유효한 문자들의 부분 집합으로 사용자의 이름을 지정하도록 제한한다. 일부의 경우, 메일 도착지의 주소를 제한하기도 한다.
국제화 도메인 네임의 도입과 함께 ASCII가 아닌 문자를 전자 우편 주소에 허용하는 노력이 진행 중이다.

## 문법

### 로컬 파트
전자 우편 주소의 로컬 파트는 아래의 ASCII 문자 중 어느 것이든 올 수 있다:
- 대소문자 로마자 기본 A부터 Z, a부터 z
- 숫자 0부터 9
- 특수 문자 !#$%&'*+-/=?^_`{|}~
- 점 (.)
- 공백과 "(),:;<>@[\] 문자
- 괄호 안에 사용되는 주석 (예: john.smith(comment)@example.com, (comment)john.smith@example.com)

### 도메인
이메일 주소 중 도메인 이름은 명확한 지침을 따라야 한다. 호스트명의 요구 사항, 점(.)으로 구분되는 DNS 레이블의 목록, 각 레이블이 63자를 넘지 않는 등의 요구 사항을 충족해야 하며, 다음으로 구성되어야 한다:
- 대소문자 로마자 기본 A부터 Z, a부터 z
- 숫자 0부터 9 (최상위 도메인 이름이 모두 숫자가 아닌 경우)
- 하이픈 - (처음 또는 마지막 글자가 아닌 경우)

### 예
유효한 전자 우편 주소
prettyandsimple@example.com
very.common@example.com
disposable.style.email.with+symbol@example.com
other.email-with-dash@example.com
x@example.com (1문자 로컬 파트)
"much.more unusual"@example.com
"very.unusual.@.unusual.com"@example.com
"very.(),:;<>[]\".VERY.\"very@\\ \"very\".unusual"@strange.example.com
example-indeed@strange-example.com
admin@mailserver1 (TLD이 없는 로컬 도메인 네임)
#!$%&'*+-/=?^_`{}|~@example.org
"()<>[]:,;@\\\"!#$%&'-/=?^_`{}| ~.a"@example.org
" "@example.org (인용 부호 사이의 공백)
example@localhost (localhost로부터의 송신)
example@s.solutions (인터넷 최상위 도메인 목록 참조)
user@localserver
user@tt (ICANN 이 점이 없는 이메일 주소의 사용을 권장하지 않지만 허용됨)
user@[IPv6:2001:DB8::1]
유효하지 않은 전자 우편 주소
Abc.example.com (@ 문자 없음)
A@b@c@example.com (인용 부호 밖에서는 오직 @만이 허용됨.)
a"b(c)d,e:f;g<h>i[j\k]l@example.com (인용 부호 밖에서 로컬 부분에 특수 문자가 허용되지 않음)
just"not"right@example.com
this is"not\allowed@example.com
this\ still\"not\\allowed@example.com
1234567890123456789012345678901234567890123456789012345678901234+x@example.com (너무 긺)
john..doe@example.com (@ 이전의 점 두 개)
john.doe@example..com (@ 뒤의 점 두 개)
뒤에 공백이 있는 유효한 주소
앞에 공백이 있는 유효한 주소

## 표준 문서
- RFC 821 – Simple Mail Transfer Protocol (Obsoleted by RFC 2821)
- RFC 822 – Standard for the Format of ARPA Internet Text Messages (Obsoleted by RFC 2822) (Errata)
- RFC 1035 – Domain names, Implementation and specification (Errata)
- RFC 1123 – Requirements for Internet Hosts, Application and Support (Updated by RFC 2821, RFC 5321) (Errata)
- RFC 2142 – Mailbox Names for Common Services, Roles and Functions (Errata)
- RFC 2821 – Simple Mail Transfer Protocol (Obsoletes RFC 821, Updates RFC 1123, Obsoleted by RFC 5321) (Errata)
- RFC 2822 – Internet Message Format (Obsoletes RFC 822, Obsoleted by RFC 5322) (Errata)
- RFC 3696 – Application Techniques for Checking and Transformation of Names (Errata)
- RFC 4291 – IP Version 6 Addressing Architecture (Updated by RFC 5952) (Errata)
- RFC 5321 – Simple Mail Transfer Protocol (Obsoletes RFC 2821, Updates RFC 1123) (Errata)
- RFC 5322 – Internet Message Format (Obsoletes RFC 2822) (Errata)
- RFC 5952 – A Recommendation for IPv6 Address Text Representation (Updates RFC 4291) (Errata)
- RFC 6530 – Overview and Framework for Internationalized Email (Obsoletes RFC 4952, 5504, 5825)

## 같이 보기
- 이메일 클라이언트